# يوجين فرانكل
يوجين فرانكل (بالألمانية: Eugen Fraenkel)‏ (و. 1853 – 1925 م) هو عالم جراثيم، وطبيب، وعالم أمراض ألماني، توفي في هامبورغ، عن عمر يناهز 72 عاماً.